# 浙江省立医药专门学校
浙江省立医药专门学校是中华民国初期成立的一所公立现代医学校，是最早的国人自办的医学高等教育，亦是现今浙江大学医学院和药学院的前身。1913年，更名为浙江公立医药专门学校，1939年8月改为国立英士大学医学系，1943年恢复单独招生，1947年升格为浙江省立医学院。1948年，全国四分之一的医师，二分之一的药师均为医专所培养。
1952年与国立浙江大学医学院合并，设立浙江医学院。其档案286卷现存于浙江省档案馆。

## 历史
韩清泉留日学医归来之后，担任浙江高等学堂的校医，因目睹广济医药专门学校和广济医院欺诈病人，会同留日医科同学汤尔和以及自己在杭州中学堂的老师、地方绅士陈权通，在羊市街（今江城路）开办浙江病院。1911年辛亥革命后，浙江病院副院长兼内科医师汤尔和被选为浙江省代表，参与筹建中华民国临时政府。孙中山就任临时大总统后，汤尔和返回杭州主持浙江病院事务。期间，韩清泉奔走倡议建立医校，获得浙江省政府支持。浙江都督蒋百器聘请汤尔和为浙江民政司佥事，以筹办浙江省立医药专门学校。在浙江病院的基础上，1912年6月1日，租赁板民房，开办浙江省立医学专门学校，由韩清泉担任校长。1912年9月1日，浙江省立医学专门学校开学，汤尔和担任学校的副校长兼组织学讲师，但不久即前往北京筹备国立医学校。
为抗衡英国人所办的广济药学堂，韩清泉邀请李绳其和华鸿等筹建药科。1913年7月，学校迁往竹竿巷，增设药科，这是最早的国人自办药科专业，学校因而更名浙江公立医药专门学校。1920年，由浙江省政府拨款在刀茅巷新建校舍。1925年6月，广济医药专门学校学生因抗议五卅惨案宣布脱离学校，浙江公立医药专门学校增设六个班接收广济医药专门学校学生，广济医药专门学校停办。1927年北伐胜利，国民政府命令广济医药专门学校并入浙江公立医药专门学校，指派洪式闾、程浩、姚梦涛、童志沂、黄鸣龙、黄鸣驹等人接收广济医药专门学校。8月，更名为浙江省立医药专门学校。
1928年，国民政府在浙江试行大学区制，以国立大学作为为全省高等教育机构兼全省教育行政机关，以国立大学校长总理省内一切学术与教育行政事务。蒋梦麟被任命为第三中山大学校长，第三中山大学后又改名国立浙江大学。蒋梦麟计划在1928年秋建立的国立浙江大学文理学院中设立医药学院，以“学校设备太差，无发展前途”和“成绩不佳”为由勒令浙江省立医药专门学校停止招生，因而在1929年、1930年停招两届学生，但浙江省政府拨款依旧。1931年，在校方及校友的呼吁下，教育部下令复办药科，学校依照1929年《专科学校组织法》与《修正专科学校规程》改名为浙江省立医药专科学校。
1937年抗战全面爆发后，于10月改在玉泉及灵隐上课，11月迁往淳安，12月再迁至缙云，1938年春迁往临海，1939年8月遭日军轰炸后迁往天台。1939年10月26日，浙江省立医药专科学校改组成浙江省立英士大学医学院。1942年12月，浙江省立英士大学改名为国立英士大学。1941年春，迁往缙云，次年再迁回临海。1943年，因重庆等地的校友及校内师生之反对，浙江省教育厅同意浙江省立医药专科学校恢复招生。1945年7月，国立英士大学医学院停办，未毕业学生由浙江省立医药专科学校代办国立英士大学医学院，部分学生寄读于浙江省立医药专科学校之国立英士大学医学院特班。
1946年夏，迁回杭州，受到校友王肇康帮助，以联勤总部第二十二后方班部分房屋作校舍，即湖滨校区西南部分。同时，国民政府教育部命令国立英士大学划出医学院，分别并入江西中正医学院、浙江医药专科学校。1947年春，由浙江省教育厅拨款在孩儿巷设置附属医院。1947年夏，升格为大学建制，改名浙江省立医学院，1951年，接管广济医院，作为外科教学医院，孩儿巷附属医院改为妇幼保健院。1952年2月院系调整中，浙江省立医学院与国立浙江大学医学院合并，设立浙江医学院，以原浙江大学医学院附属医院为附属第一医院。浙江医学院于1960年改为浙江医科大学，1998年并入浙江大学。

## 历任校长
韩清泉、钱崇润、朱其辉、丁求真、盛在珩、李宝、吴粹、程浩、王佶、陈宗棠、蒋鹍等。